# Аладжаджиян, Крис
Крис Аладжаджиян (англ. Chris Alajajian, род. 31 октября 1986, Сидней) — австралийский автогонщик ливанского происхождения. Выступал за сборную Ливана в А1 Гран-при в сезоне 2007-08.

## Карьера
- 2003 — австралийская серия Прокар, 6-е место.
- 2004 — австралийская серия Прокар, 1-е место; австралийская Формула-3, 8-е место.
- 2005 — австралийская Формула-3, 3-е место.
- 2006 — австралийская Формула-3, 6-е место.
- 2007 — австралийская Формула-3, 12-е место; австралийская V8 Supercar, 34-е место.
- 2007-08 — А1 Гран-при, 0 очков, лучший результат — 13-е место.